# Старая синагога (Эрфурт)

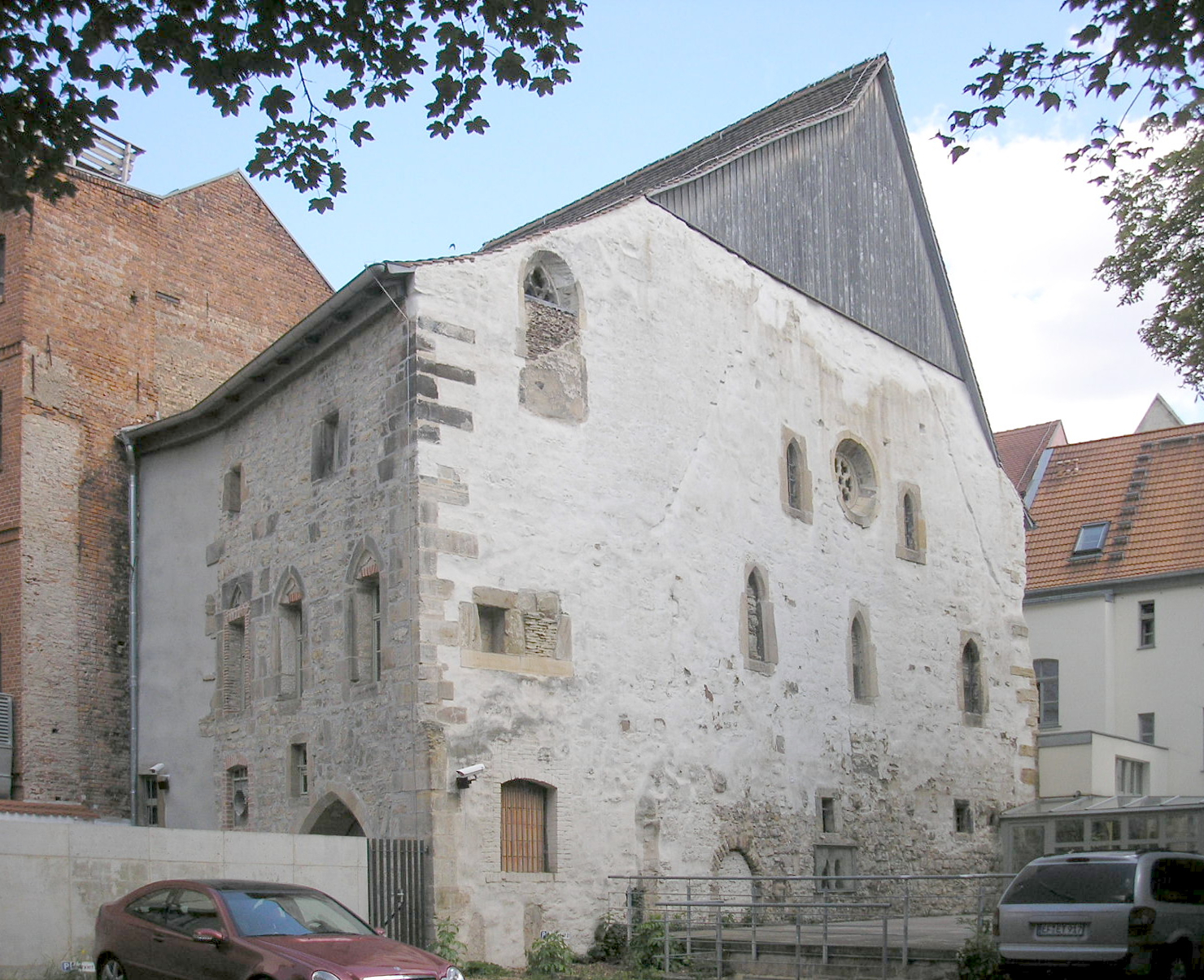
Старая синагога, Эрфурт

Старая синагога (нем. Alte Synagoge) — здание бывшей синагоги в германском городе Эрфурт (земля Тюрингия). По некоторым оценкам — старейшее синагогальное здание в Европе. Самые старые части здания были построены в конце XI века, бо́льшая часть остальных — в 1250—1320 годах. Объект Всемирного наследия ЮНЕСКО.
Синагога стала музеем местной еврейской истории в 2009 году. Здесь хранится так называемый «Эрфуртский клад» — коллекция средневековых монет, ювелирных изделий и серебряных слитков, найденная в 1998 году. В музее также имеются копии эрфуртских ивритских манускриптов — коллекция редких религиозных рукописей, принадлежавших еврейской общине Эрфурта в Средние века.

## История и сохранение

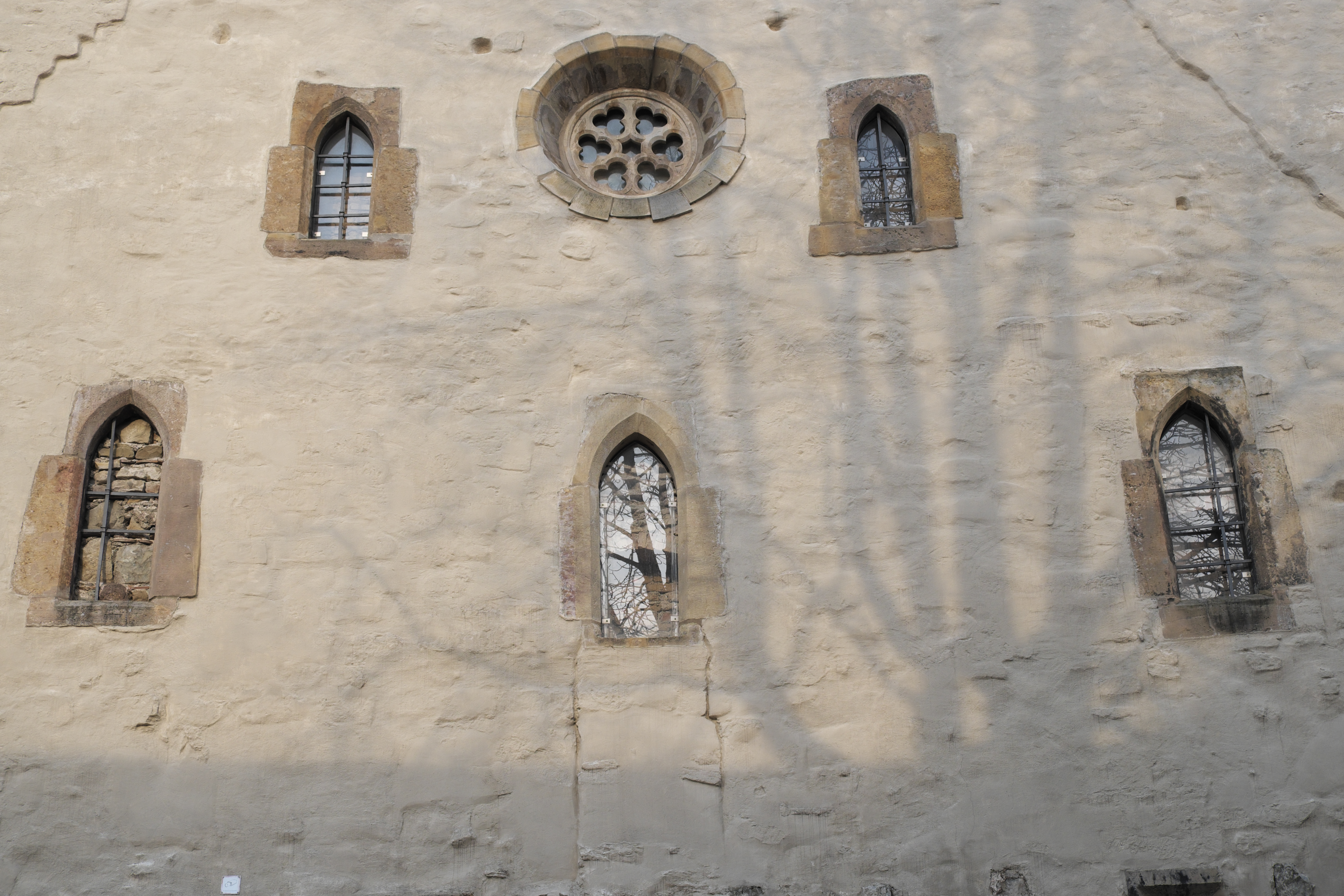
Окна на западном фасаде, ок. 1270

Самые старые части здания датируются 1094 годом. Около 1270 года была построена Большая синагога, в которую вошли части старого здания. Западная стена здания датируется примерно этим временем. Она имеет шесть оригинальных окон. Другой этаж был добавлен в начале 1300-х годов.
В 1349 году многие жители Эрфурта умерли от эпидемии «Чёрной смерти», в распространении которой обвинили евреев. В результате вспыхнувшего погрома (ныне известного под названием Эрфуртской резни) от 100 до 1000 евреев было убито, а остальные покинули город. Синагога была повреждена, и городской совет Эрфурта взял здание под контроль. Позднее оно было продано местному предпринимателю, который использовал здание в качестве склада, расширил подвал и провёл ряд других перестроек.
С XIX века здание использовалось как бальный зал, ресторан и даже кегельбан. Таким образом, о первоначальной функции здания забыли, что позволило ему сохраниться в период нацизма.
В конце 1980-х годов вновь возродился интерес к старому зданию. Историк архитектуры Эльмар Альтвассер начал исследования в 1992 году. Эрфуртский городской совет выкупил недвижимость в 1998 году и провёл исследовательско-консервационные мероприятия. При этом были сохранены все этапы истории здания (а не только синагогальный).
В 2007 году археологи обнаружили недалеко от старой синагоги редкую и хорошо сохранившуюся еврейскую ритуальную купальню — ми́кву. В 2015 году Старая синагога, миква и каменный дом в средневековом центре Эрфурта были предложены к включению в список Всемирного наследия ЮНЕСКО.
В 2023 году Старая синагога Эрфурта получила статус Всемирного наследия ЮНЕСКО.

## Музей
Старая синагога открылась в качестве музея 27 октября 2009 года. «Гвоздём» экспозиции считается Эрфуртский клад — собрание монет, ювелирных изделий и слитков, которые, как полагают, принадлежали евреям, скрывшим их во время резни в Эрфурте в 1349 году. Клад был найден в 1998 году в стене дома в средневековом еврейском районе Эрфурта.
В музее также представлены копии еврейских рукописей Эрфурта — сборник средневековых рукописей, написанных в XII—XIV веках. Они стали собственностью городского совета Эрфурта после резни 1349 года. С середины XVII века рукописи находились в библиотеке монастыря Святого Августина в Эрфурте. В 1880 году они были проданы Королевской библиотеке Берлина (ныне Берлинская государственная библиотека). Оригиналы рукописей хранятся в Берлине.
Одна из эрфуртских рукописей — тосефта, датируемая XII веком. Копии тосефты не очень часто делались. Эрфуртская тосефта — старейшая из трёх известных рукописей тосефты. Первым на важность Эрфуртской тосефты указал Моисей Самуэль Цукермандель, опубликовавший исследование по этому вопросу в 1876 году.